# Abdi Salim
Abdi Muya Salim (ur. 1 kwietnia 2001 w Nairobi) – somalijsko-amerykański piłkarz, występujący na pozycji obrońcy w amerykańskim klubie Orlando City SC. 4-krotny reprezentant Somalii.

## Mecze w reprezentacji
Na podstawie:
| Mecze i gole w reprezentacji | Mecze i gole w reprezentacji | Mecze i gole w reprezentacji | Mecze i gole w reprezentacji | Mecze i gole w reprezentacji | Mecze i gole w reprezentacji | Mecze i gole w reprezentacji | Mecze i gole w reprezentacji |
| Lp.                          | Data                         | Miasto                       | Przeciwnik                   | Wynik                        | Gole                         | Inne                         | Rozgrywki                    |
| ---------------------------- | ---------------------------- | ---------------------------- | ---------------------------- | ---------------------------- | ---------------------------- | ---------------------------- | ---------------------------- |
| 1.                           | 14.10.2023                   | Niamey                       | Niger                        | 0:3 (0:2)                    |                              |                              | mecz towarzyski              |
| 2.                           | 16.11.2023                   | Baraki                       | Algieria                     | 1:3 (0:2)                    |                              | kapitan                      | Eliminacje MŚ 2026           |
| 3.                           | 21.11.2023                   | Barkan                       | Uganda                       | 0:1 (0:1)                    |                              |                              | Eliminacje MŚ 2026           |
| 4.                           | 20.03.2024                   | Al-Dżadida                   | Eswatini                     | 0:3 (0:2)                    |                              |                              | Eliminacje PNA 2025          |

## Sukcesy
Na podstawie:
Brak ważniejszych osięgnięć.